# Piotr Ibrahim Kalwas
Piotr Ibrahim Kalwas (ur. 4 listopada 1963) – polski powieściopisarz, dziennikarz.

## Życiorys
Jest synem Andrzeja Kalwasa.
W swojej twórczości literackiej zajmuje się głównie Egiptem, gdzie mieszkał w Aleksandrii (od 2008 do 2016) i gdzie przebywał w czasie rewolucji. Publikuje w „Gazecie Wyborczej”, „Polityce” i „Voyage”. Pochodzi z Warszawy, z Powiśla. Był jednym ze scenarzystów Świata według Kiepskich. W 2000 przeszedł na islam; powiedział o sobie: Krytykuję moją religię codziennie - jestem znanym polskim muzułmańskim islamofobem - i codziennie ją praktykuję, odmieniła ona moje życie o 180 stopni, odmieniła na lepsze. Dwukrotnie nominowany do Nagrody Literackiej „Nike”.
W 2016 przeprowadził się z rodziną na wyspę Gozo, należącą do Republiki Malty. 
W 2023 roku przebiegł drogę ze Szczecina do Warszawy w koszulce z napisem „Nie głosuj na PiS” w ramach protestu przeciwko rządom Prawa i Sprawiedliwości.

## Powieści
- Salam, 2003
- Czas, 2005 – nominacja do Nagrody Literackiej „Nike” 2006, akcja dzieje się w Erytrei[8]
- Drzwi, 2006
- Rasa mystica: traktat około Indii, 2008
- Dom, 2010
- Tarika, 2012
- Międzyrzecz, 2013
- Egipt: haram halal, 2015 (reportaż) – nominacja do Nagrody Literackiej „Nike” 2016[9]
- Archipelag Islam, 2018
- Gozo. Radosna siostra Malty, 2020
- Dziecko Księżyca, 2021
- Marhaba, 2022[10]